# Nicolas Aubrun
Pour les articles homonymes, voir Aubrun.
Nicolas Aubrun est un joueur français de volley-ball né le 28 juin 1988 à Versailles (Yvelines). Il mesure 1,95 m et joue réceptionneur-attaquant.

## Clubs
| Club         | Pays   | De        | À         |
| ------------ | ------ | --------- | --------- |
| Paris Volley | France | 2008-2009 | 2008-2009 |

## Palmarès
- Championnat de France (1)
  - Vainqueur : 2009